# Колодинка
Колодинка — село в Красноярском районе Самарской области, входит в состав сельского поселения Светлое Поле.

## География
Село Колодинка расположено между двумя поселками городского типа Берёза и Мирный.
В селе Колодинка 11 улиц: Камышинская, Луговая, Полевая, Овражная, Новая, Колодинская, Лесная, Ягодная, Нагорная, Загорновская, Дорожная. Улицы Камышинская и Колодинская произошли от одноименных поселений деревня Камышинка и село Колодное, которые объединились в одно село под общим названием Колодинка.

## Население
| 2010 |
| ---- |
| 485  |

## Инфраструктура
Имеются: МОУ Колодинская основная общеобразовательная школа и Медпункт, расположены по адресу улица Колодинская, 1.
Предприятия на территории села: ООО «Ермак» (конезавод), ЧП Логинов (мельница), ЧП Филиппенко В. А. (магазин), пилорама.
Есть достопримечательность тут расположен Родник святого Михаила.
1. 1 2  Всероссийская перепись населения 2010 года. Статистический сборник «Численность и размещение населения Самарской области»